# Massaranduba (Santa Catarina)
Massaranduba è un comune del Brasile nello Stato di Santa Catarina, parte della mesoregione del Norte Catarinense e della microregione di Joinville.
È abitata in gran parte da discendenti di emigrati italiani provenienti soprattutto dalla Valle del Biois, nel Bellunese.

## Amministrazione

### Gemellaggi
- Canale d'Agordo, dal 2011
- Vallada Agordina, dal 2011
- San Tomaso Agordino, dal 2011
- Cencenighe Agordino, dal 2011
- Falcade, dal 2011